# カーロス・アルバーグ
カーロス・アルバーグ（Carlos Ulberg、1990年11月17日 - ）は、ニュージーランドの男性総合格闘家、キックボクサー。オークランド出身。シティ・キックボクシング所属。UFC世界ライトヘビー級ランキング3位。

## 来歴
ノルウェー人、マオリ、サモア人にルーツを持つ両親との間に生まれ、4歳から里親家庭で育つ。幼少期からラグビーを経験し、マヌカウ郡ラグビーリーグ・チームでセミプロとしてプレーした。2011年にプロ総合格闘技デビューし、キックボクシングでは19勝2敗の戦績を残した。
2020年11月4日、Dana White's Contender Series 34でブルーノ・オリベイラと対戦し、左右フックで1RKO勝ちを収め、UFCとの契約権を獲得した。

### UFC
2021年3月6日、UFC初参戦となったUFC 259でケネディ・エンジーチュクーと対戦。右フックでダウンを奪われパウンドで2RKO負け。キャリア初黒星を喫したものの、ファイト・オブ・ザ・ナイトを受賞した。
2023年5月13日、UFC on ABC: Rozenstruik vs. Almeidaでイーホル・ポティエリアと対戦し、カウンターの左フックでダウンを奪いパウンドで1RTKO勝ち。パフォーマンス・オブ・ザ・ナイトを受賞した。
2024年5月11日、UFC on ESPN: Lewis vs. Nascimentoでライトヘビー級ランキング11位のアロンゾ・メニフィールドと対戦し、左フックで開始12秒のTKO勝ち。パフォーマンス・オブ・ザ・ナイトを受賞した。
2024年11月23日、UFC Fight Night: Yan vs. Figueiredoでライトヘビー級ランキング8位のヴォルカン・オーズデミアと対戦し、3-0の判定勝ち。
2025年3月22日、UFC Fight Night: Edwards vs. Bradyでライトヘビー級ランキング3位の元UFC世界ライトヘビー級王者ヤン・ブラホヴィッチと対戦し、3-0の判定勝ち。

## 戦績

### 総合格闘技
| 総合格闘技 戦績 | 総合格闘技 戦績 | 総合格闘技 戦績 | 総合格闘技 戦績 | 総合格闘技 戦績 | 総合格闘技 戦績 | 総合格闘技 戦績 |
| --------------- | --------------- | --------------- | --------------- | --------------- | --------------- | --------------- |
| 13 試合         | (T)KO           | 一本            | 判定            | その他          | 引き分け        | 無効試合        |
| 12 勝           | 7               | 1               | 4               | 0               | 0               | 0               |
| 1 敗            | 1               | 0               | 0               | 0               | 0               | 0               |

| 勝敗 | 対戦相手                         | 試合結果                         | 大会名                                | 開催年月日     |
|      | ドミニク・レイエス               |                                  | UFC Fight Night: Ulberg vs. Reyes     | 2025年9月27日  |
| ○    | ヤン・ブラホヴィッチ             | 5分3R終了 判定3-0                | UFC Fight Night: Edwards vs. Brady    | 2025年3月22日  |
| ○    | ヴォルカン・オーズデミア         | 5分3R終了 判定3-0                | UFC Fight Night: Yan vs. Figueiredo   | 2024年11月23日 |
| ○    | アロンゾ・メニフィールド         | 1R 0:12 TKO（左フック）          | UFC on ESPN 56: Lewis vs. Nascimento  | 2024年5月11日  |
| ○    | チョン・ダウン                   | 3R 4:49 リアネイキドチョーク     | UFC 293: Adesanya vs. Strickland      | 2023年9月10日  |
| ○    | イーホル・ポティエリア           | 1R 2:09 TKO（左フック→パウンド） | UFC on ABC 4: Rozenstruik vs. Almeida | 2023年5月13日  |
| ○    | ニコラエ・ネグメレアヌ           | 1R 3:34 KO（左フック→パウンド）  | UFC 281: Adesanya vs. Pereira         | 2022年11月12日 |
| ○    | テフォン・チュクウィ             | 1R 1:15 TKO（左フック→パウンド） | UFC on ESPN 38: Tsarukyan vs. Gamrot  | 2022年6月25日  |
| ○    | ファビオ・シェラント             | 5分3R終了 判定3-0                | UFC 271: Adesanya vs. Whittaker 2     | 2022年2月12日  |
| ×    | ケネディ・エンジーチュクー       | 2R 3:19 KO（右フック→パウンド）  | UFC 259: Błachowicz vs. Adesanya      | 2021年3月6日   |
| ○    | ブルーノ・オリベイラ             | 1R 2:02 KO（左右フック）         | Dana White's Contender Series 34      | 2020年11月4日  |
| ○    | ジョン・マーティン・フレージャー | 5分3R終了 判定3-0                | Eternal MMA 40                        | 2018年12月8日  |
| ○    | ウメド・ラフマトゥロエフ         | 1R 3:03 TKO（パンチ連打）        | World Kings Glory MMA 3               | 2016年8月25日  |
| ○    | ヌルラン・トクトバキエフ         | 2R TKO（パンチ連打）             | King of the Door: Submission 2        | 2011年8月26日  |

### キックボクシング
- プロキックボクシング：21戦19勝（12KO）2敗

### ボクシング
| プロボクシング 戦績 | プロボクシング 戦績 | プロボクシング 戦績 | プロボクシング 戦績 | プロボクシング 戦績 | プロボクシング 戦績 | プロボクシング 戦績 |
| ------------------- | ------------------- | ------------------- | ------------------- | ------------------- | ------------------- | ------------------- |
| 1 試合              | (T)KO               | 判定                | その他              | 引き分け            | 無効試合            |                     |
| 1 勝                | 0                   | 1                   | 0                   | 0                   | 0                   |                     |
| 0 敗                | 0                   | 0                   | 0                   | 0                   | 0                   |                     |

| 戦           | 日付          | 勝敗 | 時間 | 内容    | 対戦相手           | 国籍             | 備考 |
| ------------ | ------------- | ---- | ---- | ------- | ------------------ | ---------------- | ---- |
| 1            | 2015年8月22日 | ☆    | 4R   | 判定3-0 | ダニエル・ミーハン | ニュージーランド |      |
| テンプレート |               |      |      |         |                    |                  |      |

## 獲得タイトル

### キックボクシング
- King in the Ring 100kg級トーナメント 優勝（2017年）
- King in the Ring 92kg級トーナメント 優勝（2019年）

## 表彰
- UFC パフォーマンス・オブ・ザ・ナイト（2回）
- UFC ファイト・オブ・ザ・ナイト（1回）